# Almut Getto
Almut Getto (* 3. April 1964 in Kandel) ist eine deutsche Filmregisseurin und Drehbuchautorin, die auch unter ihrem Pseudonym Erna Schmidt bekannt ist.

## Leben
Almut Getto studierte an der LMU in München Politik- und Kommunikationswissenschaften. Nach dem Magisterabschluss arbeitete sie als Journalistin und studierte schließlich bis 1998 im Postgraduierten-Studiengang Film an der Kunsthochschule für Medien Köln. Ihr Abschlussfilm Spots & Stripes, der im englischen Sheffield entstand, erhielt mehrere Preise auf nationalen und internationalen Festivals. Seit 1998 arbeitet Almut Getto als Autorin und Regisseurin.
2001 wurde sie mit dem Förderpreis des Landes Nordrhein-Westfalen für junge Künstlerinnen und Künstler in der Kategorie Film bedacht. Für ihren ersten abendfüllenden Spielfilm, Fickende Fische, gewann sie 2002 den Regie-Preis beim Filmfestival Max Ophüls Preis, und wurde 2002 mit dem Preis der Deutschen Filmkritik und 2003 mit dem Deutschen Filmpreis für das Beste Drehbuch ausgezeichnet.
2005 führte Getto bei dem Kinderfilm Stella und der Stern des Orients Regie, der bei verschiedenen internationalen Kinderfilm-Festivals preisgekrönt wurde und Ende 2008 in die deutschen Kinos kam; aus unbekannten Gründen zog Getto jedoch ihren Namen von dem fertigen Film zurück und firmierte unter dem Pseudonym „Erna Schmidt“.
Ihr zweiter „offizieller“ Langfilm Ganz nah bei Dir erhielt u. a. 2009 beim Filmfestival Max Ophüls Preis den Publikumspreis und wurde beim Filmkunstfest Mecklenburg-Vorpommern mit dem Förderpreis der DEFA-Stiftung sowie dem Cinestar-Preis prämiert.
Gemeinsam mit Pierre-Henry Salfati schrieb Getto das Drehbuch zu dem Kinofilm Der letzte Mentsch, bei dem Salfati Regie führte.
Im Jahr 2018 saß Almut Getto neben Schauspieler Marc Rissmann in der Jury des Bundesfestivals junger Film. Sie ist Mitglied im Bundesverband Regie (BVR).

## Filmografie
- 1996: Mit der Sonne habe ich es eh nicht (Doku); Drehbuch, Regie
- 1998: Spots & Stripes (Kurzfilm); Drehbuch, Regie
- 2002: Fickende Fische; Drehbuch, Regie
- 2008: Stella und der Stern des Orients; Regie (als „Erna Schmidt“)
- 2009: Ganz nah bei Dir; Drehbuch, Regie
- 2013: Der letzte Mentsch; Drehbuch
- 2020: Daheim in den Bergen – Väter (Fernsehserie)
- 2023: Morin (Fernsehfilm)